# Cristina Gheorghe
Cristina Viorica Gheorghe (n. 24 aprilie 1986, în Slobozia) este o handbalistă italiană de origine română care joacă pentru clubul CSM Galați și echipa națională a Italiei. Gheorghe evoluează pe postul de intermediar dreapta și a fost cea mai bună marcatoare a Italiei în meciurile de calificare la Campionatul European de Handbal Feminin din 2014. Italia nu s-a calificat, dar Gheorghe a a jucat în toate cele șase partide și a înscris în total 32 de goluri. Anterior ea a evoluat pentru HC Dunărea Brăila

## Palmares
- Cupa EHF:
  - Turul 3: 2017
  - Turul 2: 2018

- Liga Națională:
  - Medalie de argint: 2017

- Cupa Italiei:
  -  Câștigătoare: 2011